# Dorfkirche Obergrunstedt

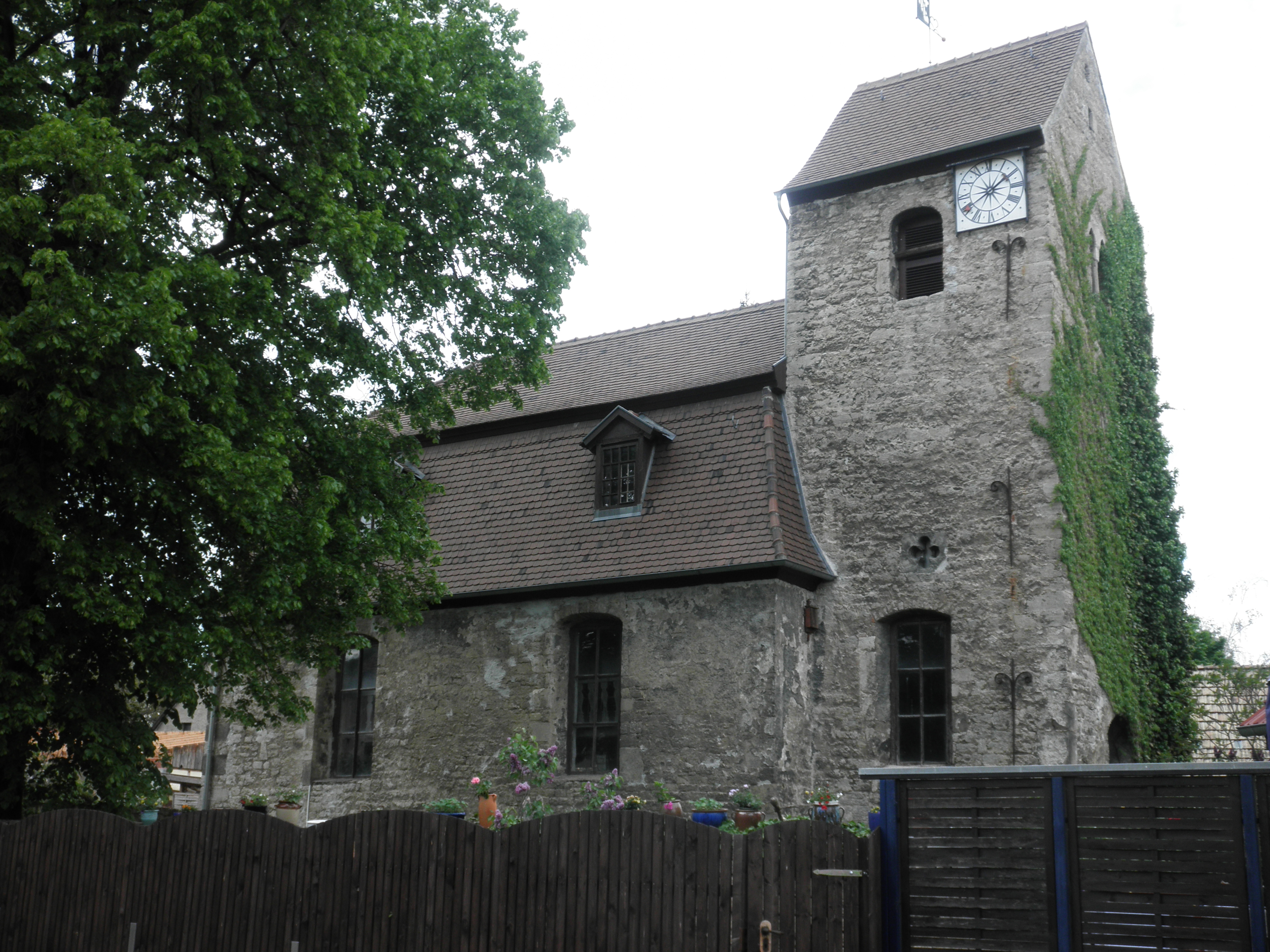
Dorfkirche Obergrunstedt

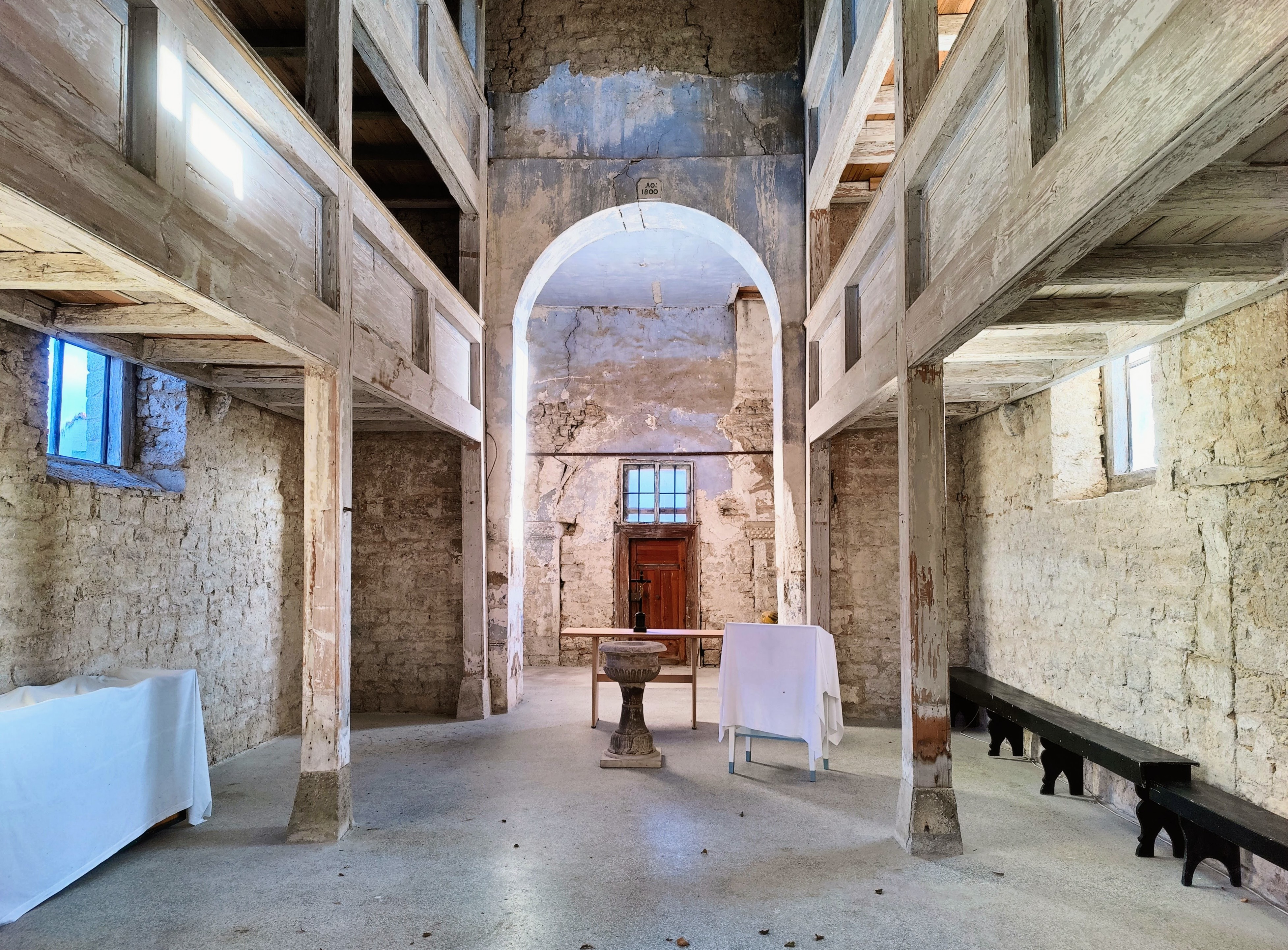
Innenraum zum Turm (2023)

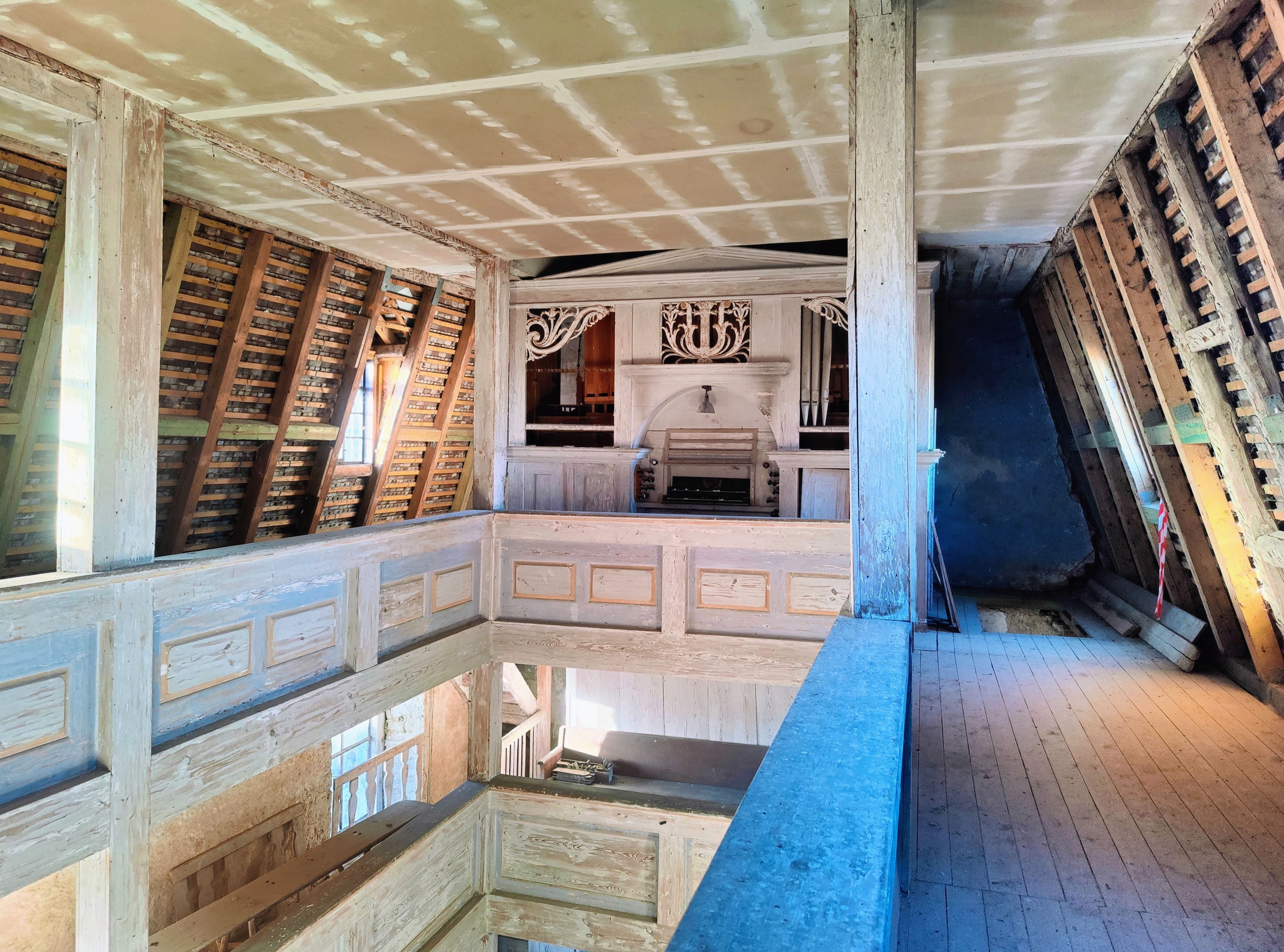
Obere Emporen mit Orgel

Die evangelische Dorfkirche Obergrunstedt steht in Obergrunstedt innerhalb des Ortsteils Nohra der Gemeinde Grammetal im thüringischen Landkreis Weimarer Land. Sie gehört zur Kirchengemeinde Niedergrunstedt im Kirchengemeindeverband Buchfart-Legefeld im Kirchenkreis Weimar der Evangelischen Kirche in Mitteldeutschland.

## Lage
Die Kirche liegt am Nordostrand des Ortsteils nördlich der Dorfstraße.

## Geschichte und Architektur
Die Kirche ist eine romanische Chorturmkirche, ursprünglich mit Ostapsis aus der Zeit um 1200. Im Jahr 1686 wurde das Schiff nach Westen erweitert, spätestens zu dieser Zeit wurde die Ostapsis abgebrochen. Um 1800 wurden die Fenster zu Flachbogenfenstern umgewandelt, das Mansarddach aufgesetzt und das Innere mit Holztonne abgeschlossen. Der Kirchturm ist annähernd in romanischer Bauform erhalten. An der Turmnordwand sind noch die seitlichen Ansatzstellen der ehemaligen Apsis erkennbar; die Kämpfer sind mit Schachbrettfries verziert; im Obergeschoss ist ein romanisches Biforienfenster erhalten. Der Kirchenraum ist eine Emporenhalle mit doppelten Emporen an drei Seiten. Wegen des Mansarddaches sind die Seitenschiffe oberhalb der oberen Emporen zur Decke hin sehr schmal.  Der restaurierte Taufstein stammt laut Inschrift von 1626, das kelchförmige Becken ist mit Akanthusfries verziert.

## Erhaltung
Im Jahr 1991 wurde eine Renovierung begonnen, dabei der Altar entfernt. Die Bausubstanz und das Dach wurden um das Jahr 2000 gesichert. Der Kirchhof wurde von Unrat beräumt. Viel Inventar ist durch Vandalismus verschollen oder wurde davor in Sicherheit gebracht. Statt des Tonnengewölbes hat die Emporenhalle heute eine behelfsmäßige Flachdecke aus Spanplatten. 

## Glocken und Uhr

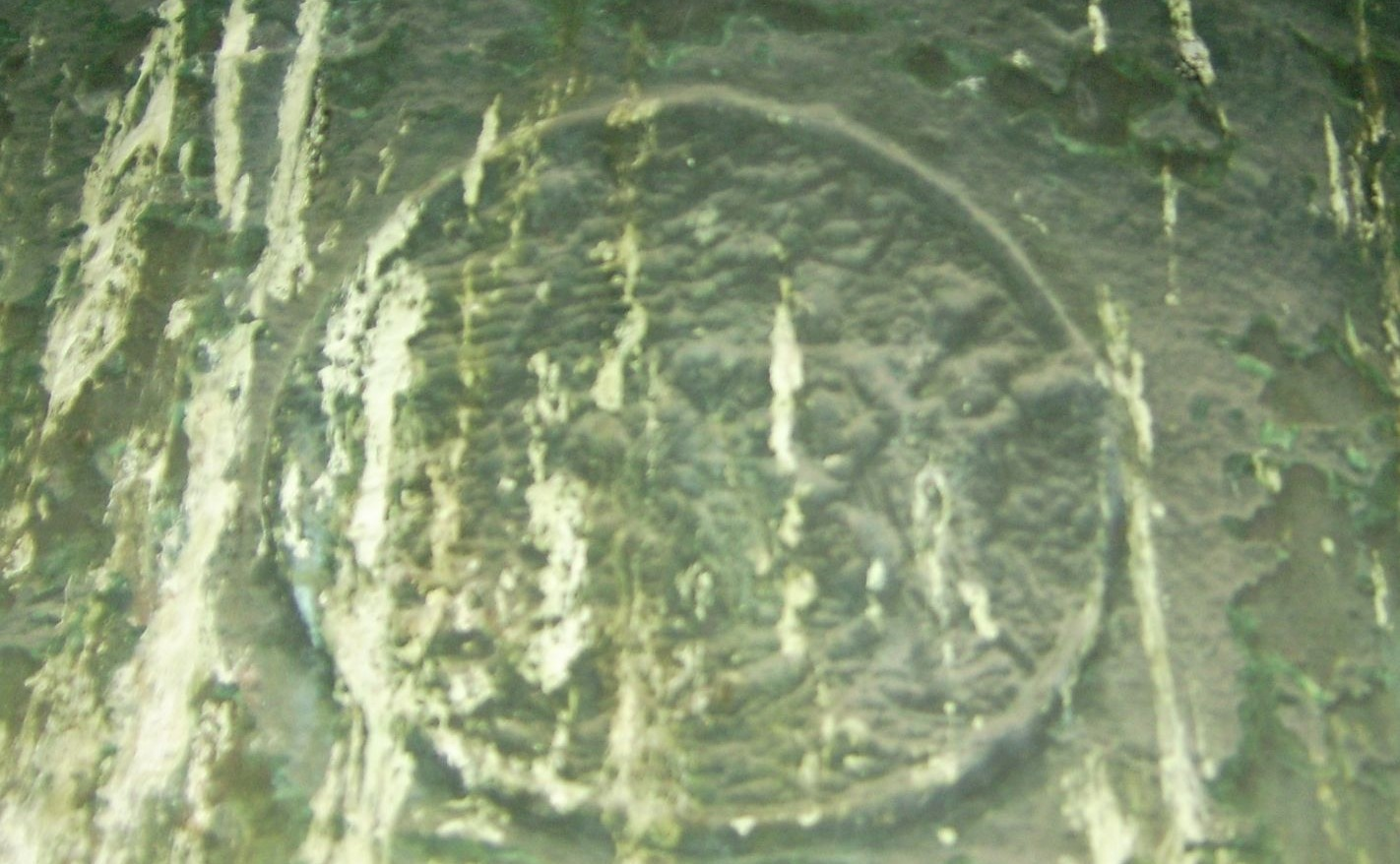
Detail der Zieglerglocke

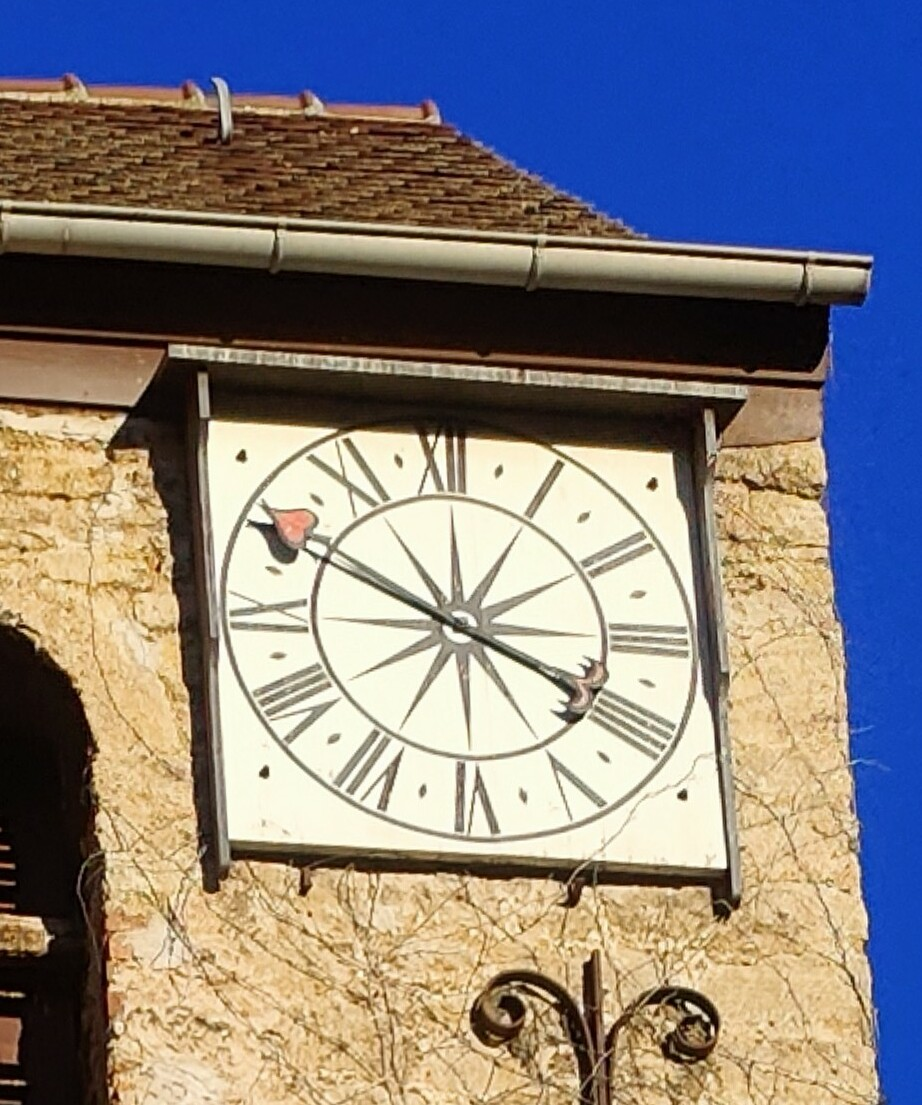
Zifferblatt der Turmuhr

Das Geläut bilden zwei Bronzeglocken, eine 1616 von Hieronymus Moering[k] (Erfurt) und eine 1519 von Heinrich C(Z)ieg(e)ler (Erfurt) gegossene Glocke. Es wurde nach jahrelangem Schweigen 2022 wieder funktionsfähig gemacht. Das nachgefertigte Zifferblatt besitzt nur einen (noch originalen) Zeiger und stellt die IV als IIII dar.

## Orgel
Auch die 1838 von den Gebrüdern Witzmann erbaute Orgel mit ehemals vermutlich 15 Registern auf zwei Manualen und Pedal ist teilweise geplündert, schwer beschädigt, und seit den 1960er Jahren unspielbar. Der Gebläsemotor ist nicht mehr vorhanden; er wurde in diesen Jahren als Ersatz für ein defektes Exemplar in Niedergrunstedt installiert.
Die Planung, ein Orgelmuseum mit Inventar des Thüringer Orgelmuseum Bechstedtstraß zu eröffnen, hatte sich schlussendlich zerschlagen. Gottesdienste finden seit Jahrzehnten nur noch wenige zu den Hochfesten des Kirchenjahres statt. Dennoch ist beabsichtigt, die Kirche weiter nutzbar zu erhalten.